# Ligne de Rouen à Caen
Cet article court présente un sujet plus développé dans : Ligne de Paris-Saint-Lazare au Havre, Ligne de Serquigny à Oissel, Ligne de Mantes-la-Jolie à Cherbourg et TER Normandie.
La ligne de Rouen à Caen est une relation commerciale ferroviaire du réseau TER Normandie, qui emprunte les lignes suivantes :
- la section de Rouen-Rive-Droite à Oissel de la ligne de Paris-Saint-Lazare au Havre  ;
- la ligne de Serquigny à Oissel  ;
- la section de Serquigny à Caen de la ligne de Mantes-la-Jolie à Cherbourg .

Du fait de l'unification de la Normandie au 1er janvier 2016, cette liaison est appelée à susciter un regain d'intérêt, dans l'optique d'une meilleure fréquence de circulation des trains entre les deux capitales régionales que sont Rouen et Caen. Cet intérêt est aussi applicable aux étudiants normands.